# Niezapominajka alpejska

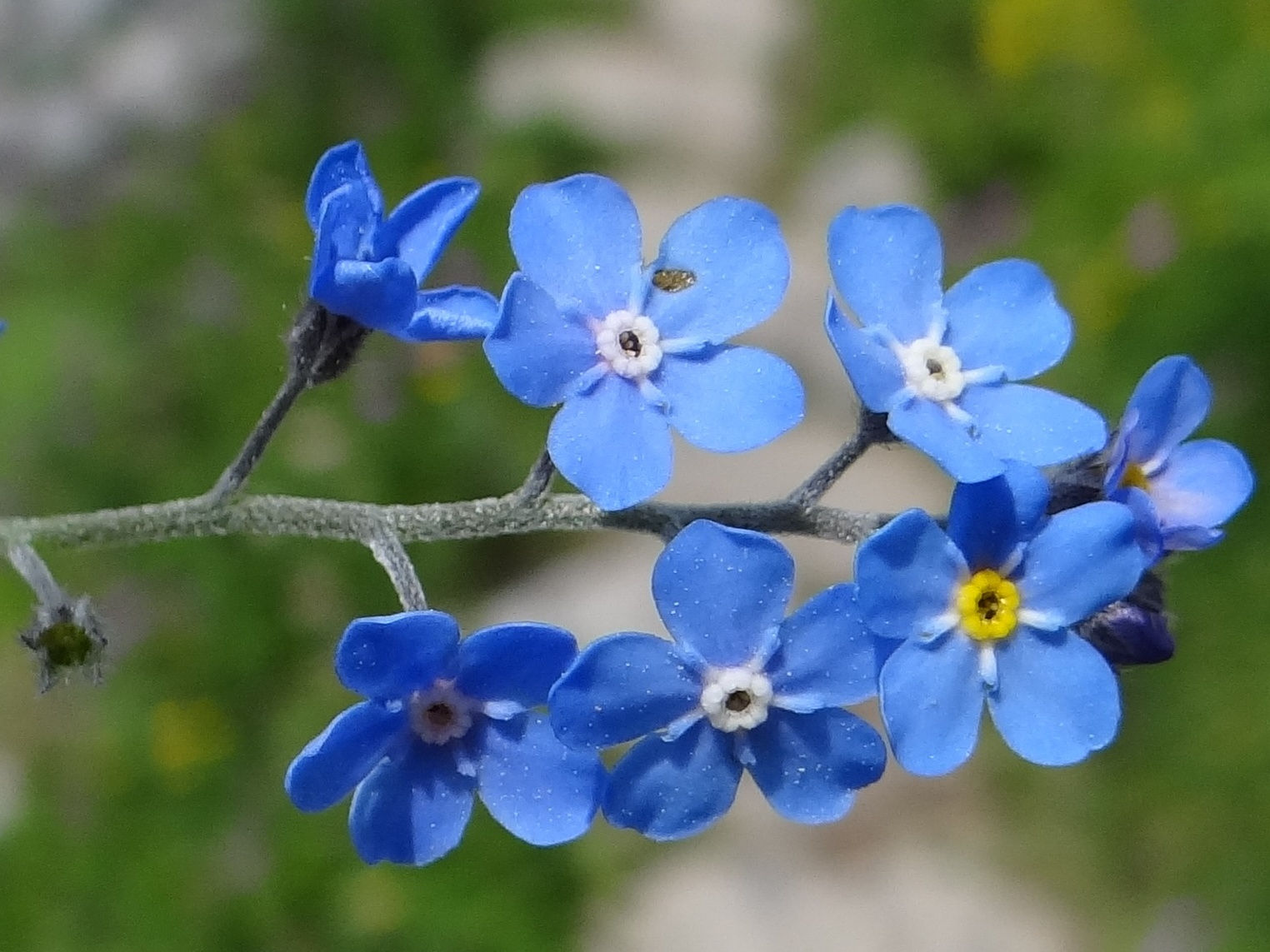

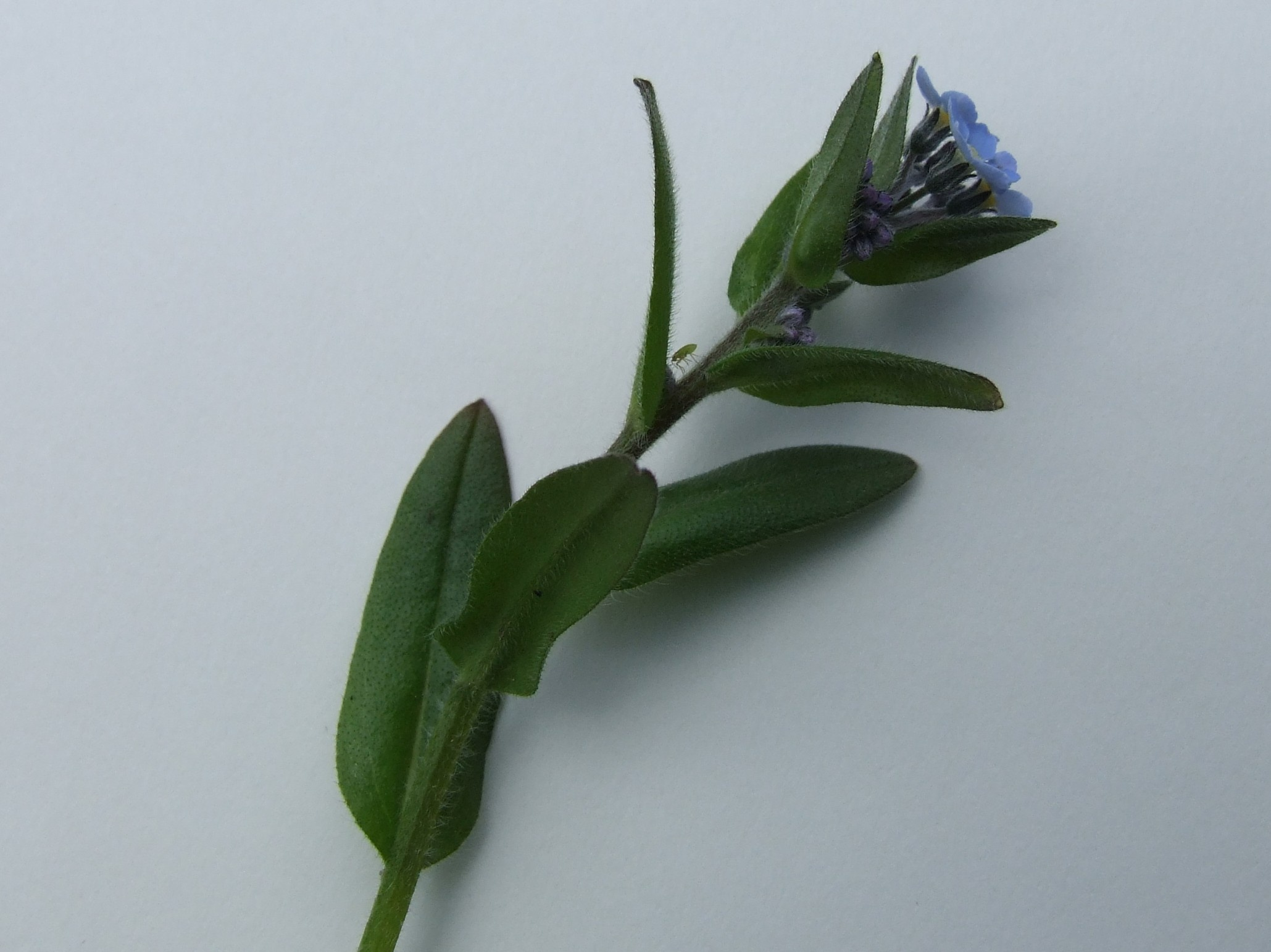

Niezapominajka alpejska (Myosotis alpestris) – gatunek rośliny z rodziny ogórecznikowatych. Zwyczajowe nazwy: niezabudka, żabie oczka. Występuje w górskich obszarach Europy i Turcji. W Polsce występuje głównie w Tatrach, gdzie jest dość częsta. Ciemnoniebieski kolor kwiatów, zwłaszcza jeżeli roślinki tworzą większe skupienie, z daleka rzuca się w oczy na tle zielonej trawy czy skał. Poza Tatrami jest bardzo rzadka, znane jest tylko jedno stanowisko w Karkonoszach. Jest też uprawiana jako roślina ozdobna. 

## Morfologia
ŁodygiWyrastają w kępkach, osiągając wysokość do 25 cm. W gorszych warunkach środowiskowych są dużo niższe. Okrągłe na przekroju poprzecznym łodygi, ulistnione są naprzemianlegle, nie rozgałęziają się i całe są delikatnie owłosione.
LiścieDolne liście na łodydze mają ogonek liściowy (wytworzony ze zwężonej blaszki liściowej), górne i środkowe liście są siedzące. Liście mają lancetowaty, wydłużony kształt, są całobrzegie i owłosione.
KwiatyKwiaty, o średnicy 6–11 mm, zebrane są w kwiatostan – sierpik, wyrastający na szczycie łodygi. Kwiatostan jest dość ciasny. Wyrastające na grubych szypułkach, ciemnobłękitne lub ciemnoszafirowe kwiaty, mają zrosłopłatkową koronę z 5 okrągłymi ząbkami. Czasami, rzadko, trafiają się kwiaty białe. Wewnątrz korony, w jej gardzieli znajduje się 5 białych osklepek. Rurka kwiatowa jest krótka, pręciki wyrastają poniżej gardzieli. Pojedynczy słupek ma szyjkę i okrągławe znamię. kielich jest zrosłodziałkowy z wyciętymi 5 ząbkami i cały owłosiony.
OwocZłożone po cztery, kulistojajowate, czarne i błyszczące rozłupki o długości około 2 mm.

## Biologia i ekologia
- Bylina[10]. Kwiaty kwitną w miesiącach czerwiec – lipiec i zapylane są przez owady[5].
- Siedlisko: jest rośliną górską. Rośnie na wysokościach od 1200 do 2450 m n.p.m., głównie w piętrze kosówki i piętrze hal. Spotkać ją można przeważnie w nasłonecznionych miejscach, na półkach skalnych, szczelinach skał, na stromych zboczach. Rośnie zarówno na podłożu wapiennym, jak i granitowym[5]

## Zastosowanie
Czasami uprawiana jako roślina ozdobna, może być uprawiana w strefach 4-10. Zwykle uprawiana jest jako roślina dwuletnia. Nadaje się szczególnie na rabaty, na obwódki, do pojemników. Nie ma specjalnych wymagań co do gleby. Lubi miejsca słoneczne.